# Хісматуллін Денис Римович
Денис Хісматуллін, (рос. Денис Хисматуллин; 28 грудня 1984, Нефтекамськ) — російський шахіст з Башкортостану, гросмейстер від 2004 року. Активно підтримав збройну агресію Російської Федерації в Україну 2022.

## Шахова кар'єра
Упродовж своєї кар'єри кілька разів представляв збірну Росії на чемпіонатах світу i Європи серед юнаків. Найвищий успіх у тих розіграшах припадає на 2000 рік, коли на чемпіонаті світу до 16 років в Орпезі здобув срібну медаль. У 2002 році переміг на двох турнірах: в Серпухові (Кругова система, поділив 1-ше місце з Ігорем Курносовим), а також в Пермі (швейцарська система). 2003 року знову посів 2-ге місце в Серпухові. 2004 року посів 2-ге місце (після Павла Смірнова) на чемпіонаті світу серед студентів у Стамбулі. E 2005 році посів 2-гі місця на турнірах open у Іжевську і Владимирі, а також потрапив до фіналу чемпіонату Росії, у якому програв Олександру Ластіну. 2006 року переміг у Воронежі, а також поділив 2-ге місце в Казані (позаду Марата Аскарова, разом з Дмитром Бочаровим).
Успіхи на турнірах за роками:
- 2007 — поділив 1-ше місце в Саратові (разом з, в тому числі, Володимиром Поткіним, Олексієм Александровим i Сергієм Азаровим),
- 2008 — поділив 1-ше місце в Казані (разом з Євгеном Шапошниковим i Дмитром Кокарєвим), поділив 1-ше місце в Томську (разом з Артемом Тимофєєвим, Дмитром Кокарєвим i Олегом Лоскутовим),
- 2009 — посів 1-ше місце в Ханти-Мансійську, поділив 1-ше місце у Воронежі (разом з в тому числі Валерієм Поповим, Дмитром Андрєйкіним i Сергієм Волковим),
- 2010 — поділив 1-ше місце в Воронежі (разом з Олександром Рахмановим),
- 2011 — поділив 1-ше місце в Томську (разом із, зокрема, Дмитром Кокарєвим i Павлом Панкратовим), поділив 1-ше місце в Санкт-Петербурзі (разом з в, тому числі, Валерієм Невєровим, Олексієм Александровим i Юрієм Яковичем),
- 2012 — посів 1-ше місце в Уфі,
- 2013 — узяв участь у турнірі кубок світу в Тромсе (поразка в 1-му колі від Михайла Кобалії)[3], поділив 1-ше місце в Санкт-Петербурзі (разом з в тому числі Павлом Ельяновим, Олегом Корнєєвим i Вадимом Звягінцевим), посів 1-ше місце в Ханти-Мансійську,
- 2014 — посів 1-ше місце в Таганрозі[4], здобув бронзову медаль в особистому заліку чемпіонату Росії в Казані[5],
- 2015 — 4-те місце в Єрусалимі (чемпіонат Європи в особистому заліку)[6].

Найвищий рейтинг Ело дотепер мав станом на 1 березня 2014 року, досягнувши 2714 пунктів посідав тоді 34-те місце в світовій класифікації ФІДЕ, водночас посідав 10-те місце серед російських шахістів.

## Зміни рейтингу
| На цьому місці має відображатися графік чи діаграма, однак з технічних причин його відображення наразі вимкнено. Будь ласка, не видаляйте код, який викликає це повідомлення. Розробники вже працюють для того, щоби відновити штатне функціонування цього графіка або діаграми. | |
| | На цьому місці має відображатися графік чи діаграма, однак з технічних причин його відображення наразі вимкнено. Будь ласка, не видаляйте код, який викликає це повідомлення. Розробники вже працюють для того, щоби відновити штатне функціонування цього графіка або діаграми. |